# 奥杰比奥
奥杰比奥（義大利語：Oggebbio），是意大利韦尔巴诺-库西亚-奥索拉省的一个市镇。总面积20平方公里，人口880人，人口密度44.0人/平方公里（2009年）。ISTAT代码为103049。